# Ich habe keine Zeit müde zu sein

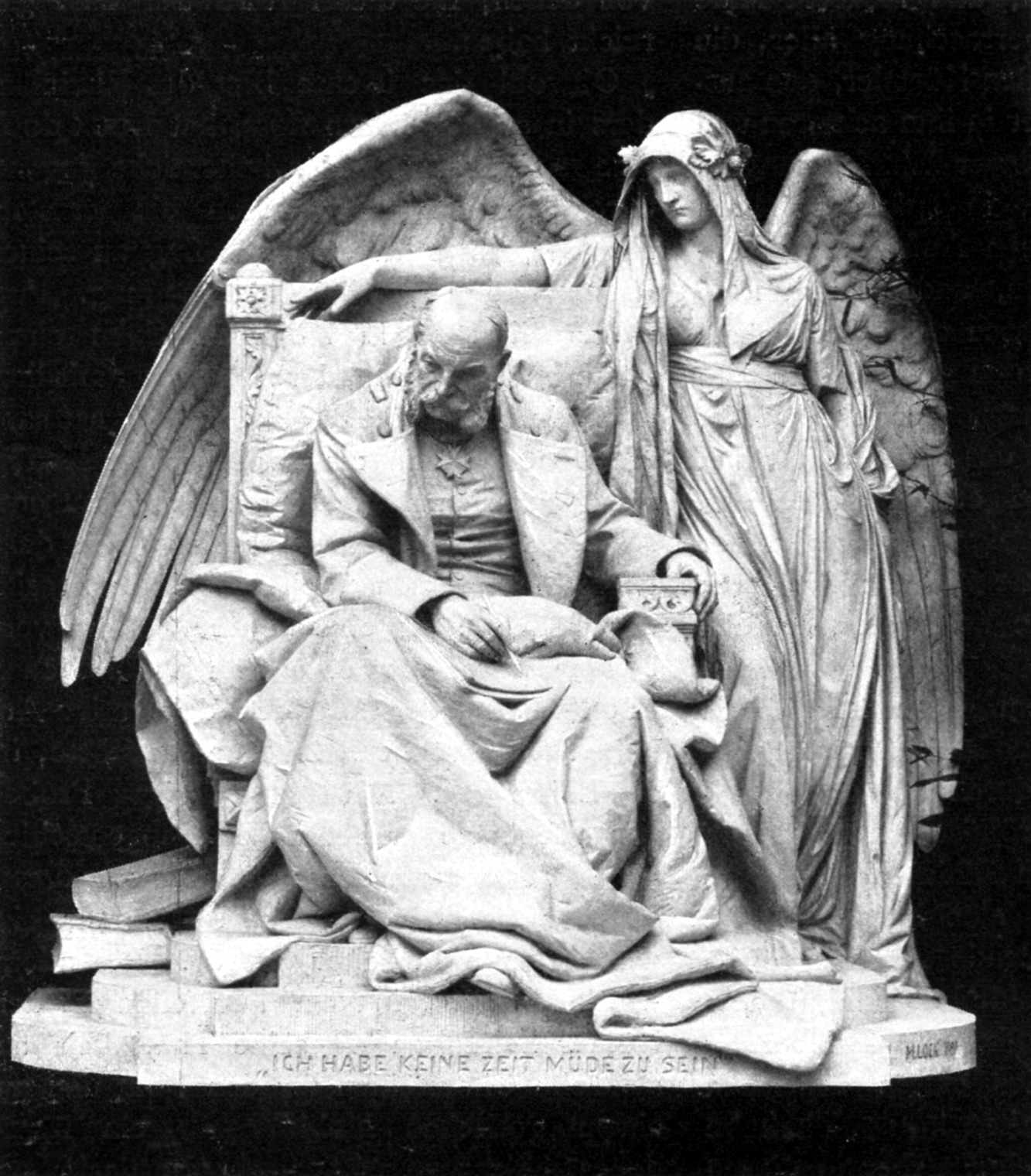
Ich habe keine Zeit müde zu sein

Ich habe keine Zeit müde zu sein war ein Kunstwerk von Michel Lock, das im Allgemeinen als sein Hauptwerk galt. Die 1891 geschaffene Gruppe zeigt den in einem Lehnstuhl sitzenden und sterbenden Kaiser Wilhelm I. mit dem Todesengel zur Seite. Der Titel bezieht sich auf einen im hohen Alter getätigten Ausspruch Wilhelms. Das Kunstwerk existiert nicht mehr.

## Geschichte
Das Modell der Gruppe war 1896 auf der Großen Berliner Kunstausstellung gezeigt worden. Lock wurde dafür von Kaiser Wilhelm II. mit der großen goldenen Medaille ausgezeichnet. Ein Jahr später wurde das Modell auch bei der VII. Internationalen Kunstausstellung im Kgl. Glaspalaste zu München ausgestellt, jedoch nicht prämiert. Die Gruppe sollte in Marmor übertragen und in der Denkmalskirche der Hohenzollern im Berliner Dom aufgestellt werden, der sich zu der Zeit im Bau befand. Wilhelm II. wünschte jedoch eine Aufstellung an einem vom Publikum weniger frequentierten Ort, z. B. im damaligen Kaiser-Wilhelm-Palais, dem langjährigen Wohn- und auch Sterbeort des Monarchen. Hofbaurat Albert Geyer sprach sich aber, mangels Platz, gegen diesen Plan aus und schlug dafür das Hohenzollernmuseum im Schloss Monbijou vor.
Michel Lock verstarb unerwartet im Februar 1898. Nach Verhandlungen mit seiner Witwe empfahl die Landeskunstkommission in einer Sitzung vom 3. Mai 1898 den Ankauf des Werkes und die Ausführung in Marmor. Für den Kauf des Modells autorisierte Kultusminister Robert Bosse am 20. Januar 1899 eine Zahlung von 11.000 Mark an Maria Lock. Mit der Ausführung in Marmor betraute man den Berliner Bildhauer Franz Tübbecke (1856–1937). Hierfür wurden aus dem Etat des Preußischen Ministeriums der geistlichen, Unterrichts- und Medizinalangelegenheiten (Kultusministerium) weitere 15.000–16.000 Mark eingeplant. Die Gesamtkosten entsprechen inflationsbereinigt einer heutigen Summe von etwa 225.000 €. Die Marmorkopie wurde Wilhelm II. im Jahre 1902 durch das Preußische Staatsministerium für das Hohenzollernmuseum zur Verfügung gestellt. Das originale Gipsmodell befand sich ab 1908 als Leihgabe im Kaiser-Friedrich-Museum in Posen und gilt seit dem Ende des Zweiten Weltkrieges als verschollen.
Im Schloss Monbijou wurde die Figurengruppe in der Eingangshalle des von Knobelsdorff von 1740 bis 1742 errichteten östlichen Flügels, Raum 5, aufgestellt. Um ihre Wirkung noch zu verstärken, setzte man die mit 2,15 Metern etwa lebensgroße Skulptur auf einen etwa 75 cm hohen Sockel aus grünem Marmor. Der Raum, der an der Supraporte die Kartusche mit den gekrönten Initialen W.R.I. zeigte, wurde fortan „Gedächtnishalle Kaiser Wilhelms des Großen“ genannt. Darin war das Bestreben Kaiser Wilhelms II. zu sehen, seinen Großvater als „den Großen“ zu stilisieren und ihn unter diesem Namen in der Geschichtsschreibung zu verewigen. Um die Beleuchtung des fensterlosen Raumes zu verbessern, verglaste man das Dach. Durch zwei Engelsfiguren von Reinhold Begas, die aus dem Mausoleum Friedrichs III. im Park von Sanssouci stammten, bekam er zusätzlich einen sakralen Charakter.

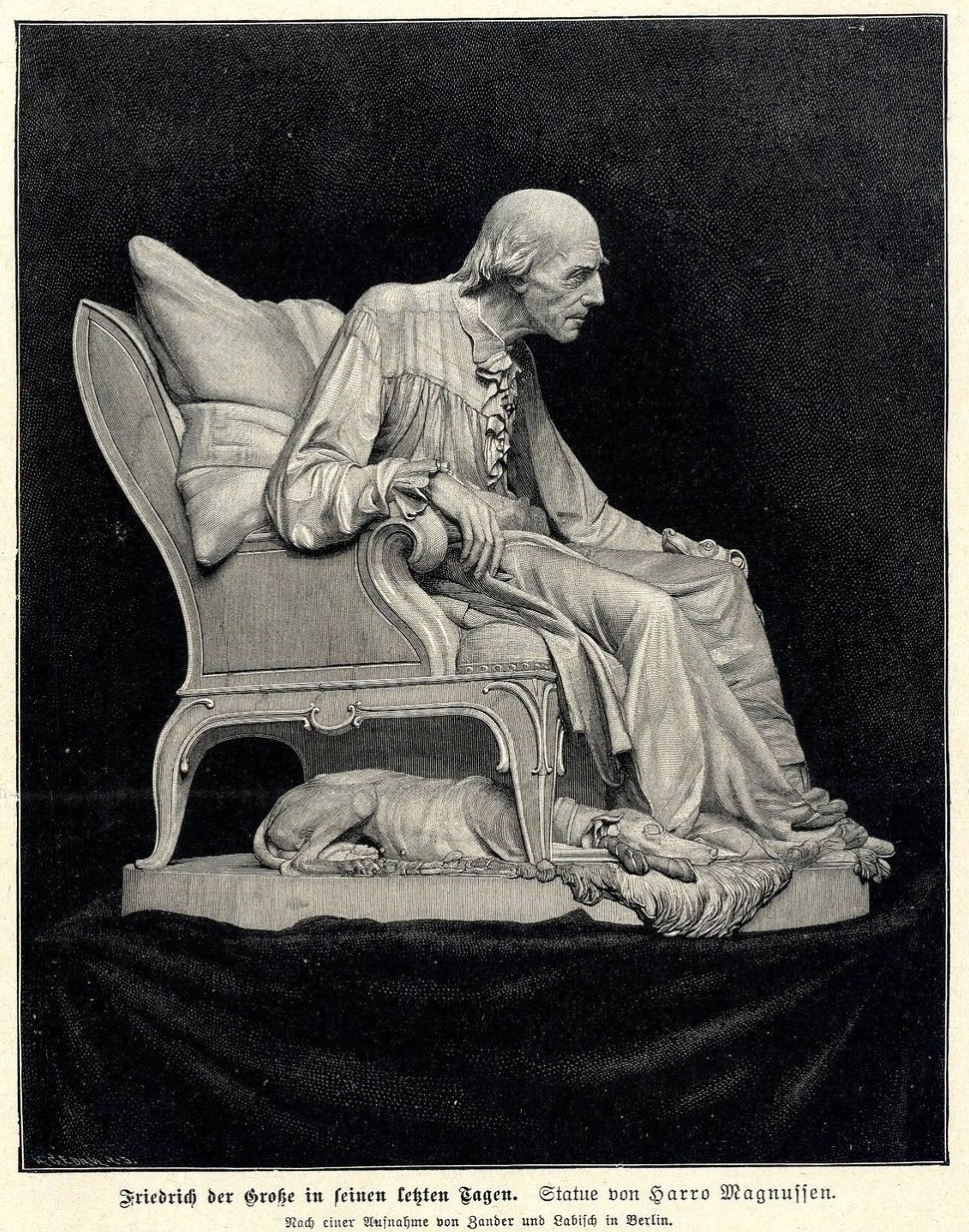
Der Philosoph von Sanssouci in seinen letzten Stunden

Das Bildwerk korrespondierte besonders mit dem Werk: „Der Philosoph von Sanssouci in seinen letzten Stunden“ von Harro Magnussen, das ein Jahr zuvor dort im Raum 19 installiert worden war. Es unterstrich daher abermals den Anspruch, in Wilhelm einen Großen zu sehen, wie auch bei Friedrich dem Zweiten.
Das Hohenzollernmuseum war nach dem Ersten Weltkrieg und dem Ende des Kaiserreiches zunächst geschlossen. Auch nach der Wiedereröffnung 1927 und der Umgestaltung der Ausstellung verblieb das Standbild an seinem Aufstellungsort. Jedoch war der Raum nun nicht mehr in den öffentlichen Rundgang mit einbezogen und wurde nur noch als Magazin genutzt. Das Kunstwerk überstand weitgehend unversehrt den Bombenkrieg des Zweiten Weltkrieges, wurde aber bei der Beseitigung des Schlosses vernichtet.

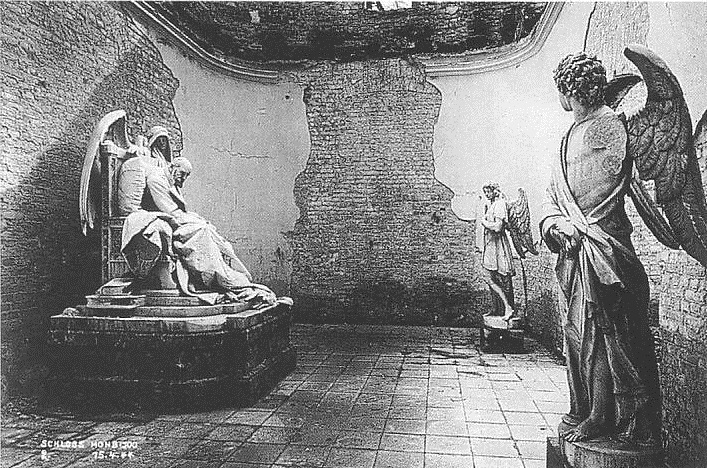
Kaiser-Wilhelm-Gedächtnishalle am 15. April 1944
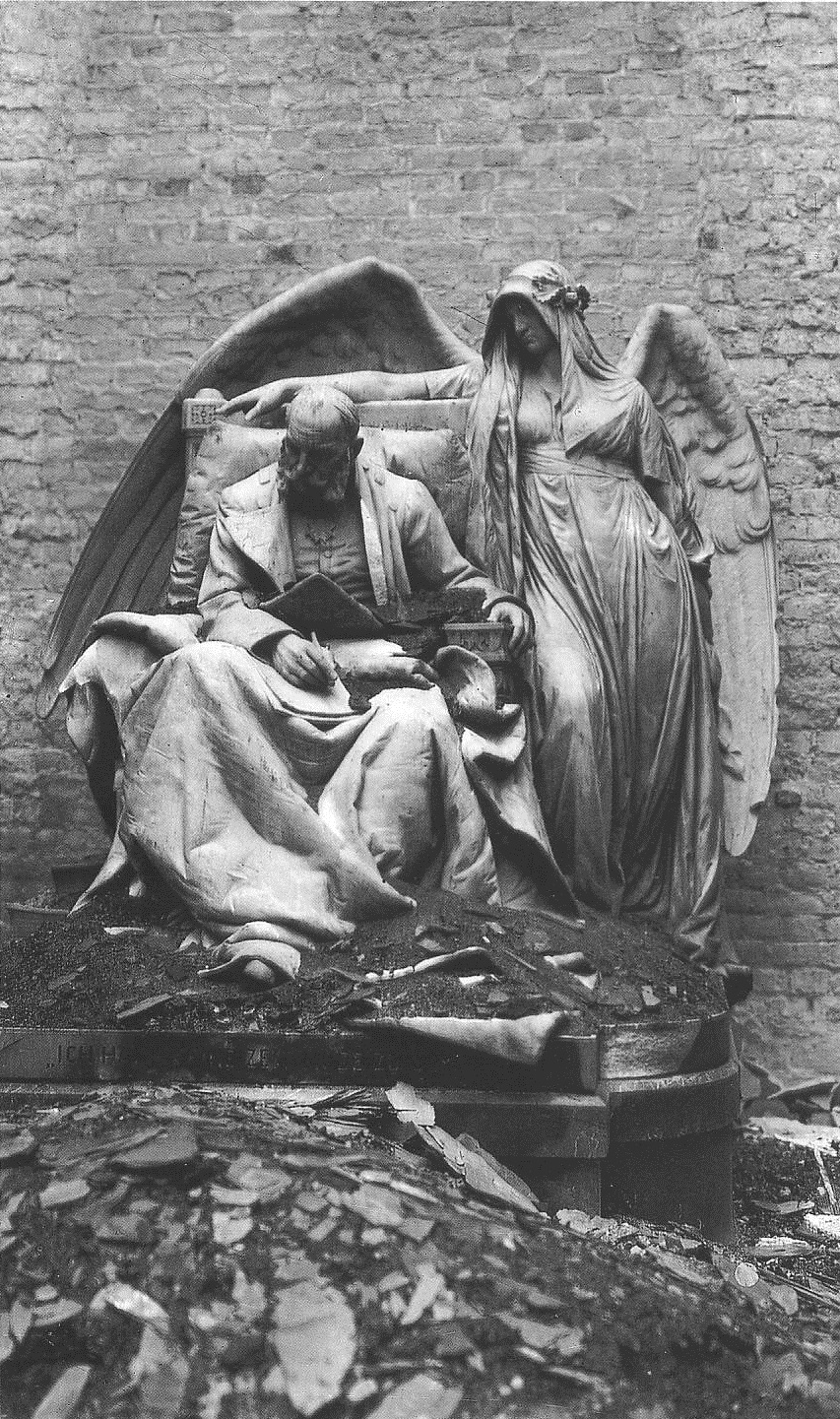
Statue 1956
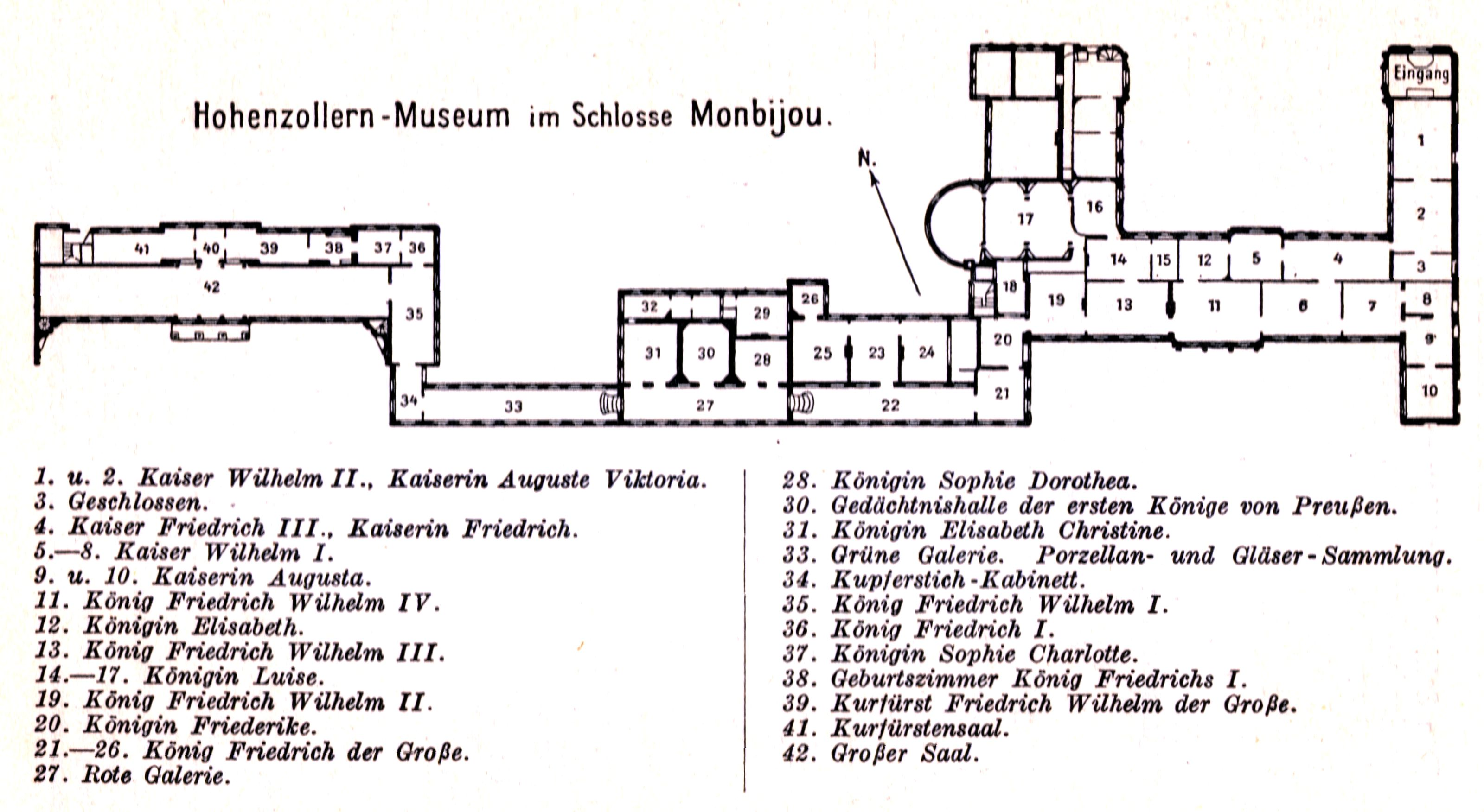
Ausgestellt im Raum 5